# Podklanec, Sodražica
Podklanec je naselje v Občini Sodražica.